# Neckera goughiana
Neckera goughiana är en bladmossart som beskrevs av Mitten 1859. Neckera goughiana ingår i släktet fjädermossor, och familjen Neckeraceae. Inga underarter finns listade i Catalogue of Life.